# Masahiro Shinoda
Pour les articles homonymes, voir Shinoda.
Masahiro Shinoda (篠田 正浩, Shinoda Masahiro), né le 9 mars 1931 à Gifu et mort le 25 mars 2025, est un réalisateur et scénariste japonais. Il fait partie des cinéastes de la Nouvelle Vague japonaise.

## Biographie

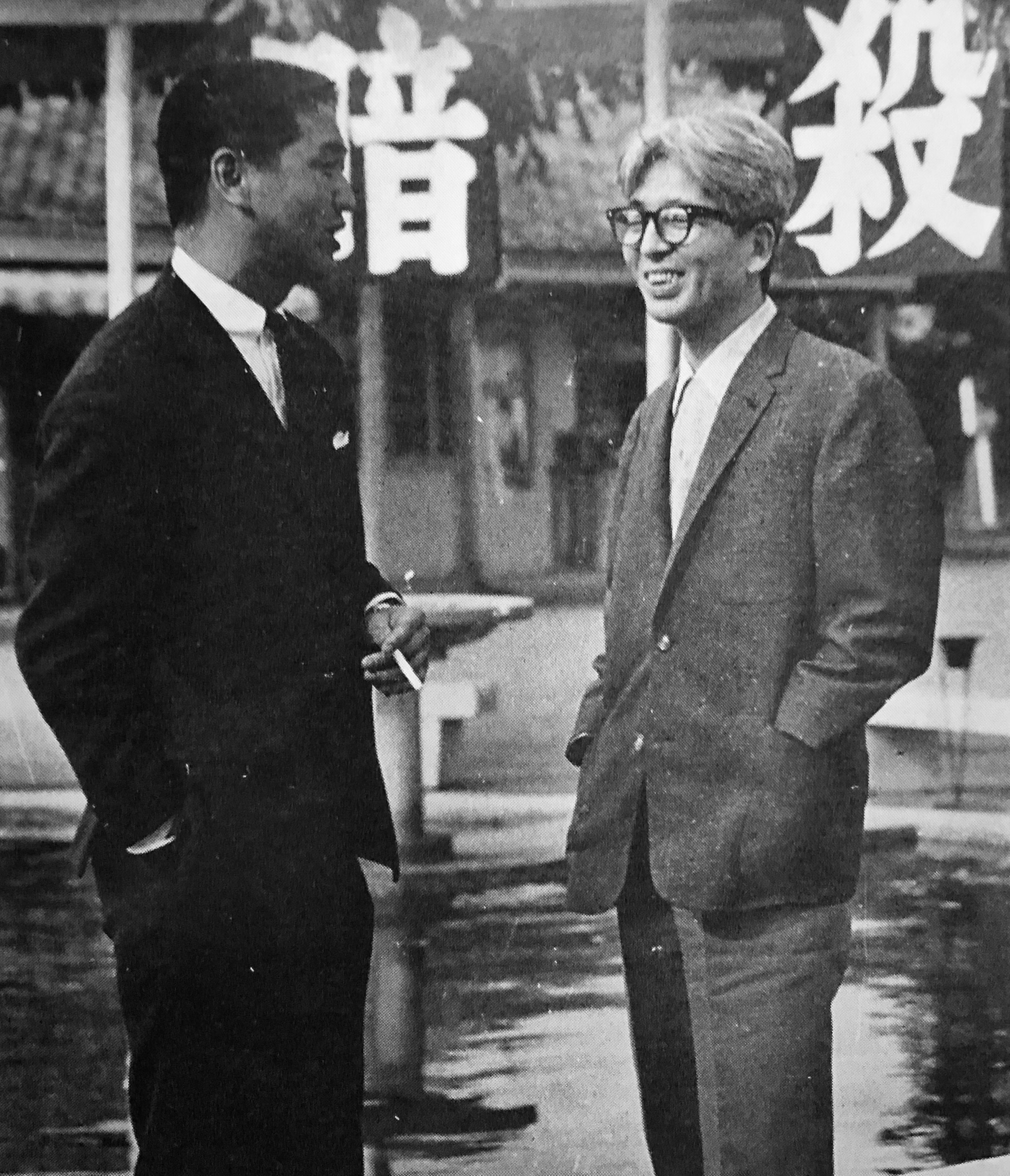
Masahiro Shinoda et Ryōtarō Shiba en 1964.

Masahiro Shinoda est admis à l'université Waseda où il étudie les arts dramatiques.
Il est assistant de Yasujirō Ozu dans les années 1950 avant de devenir lui-même réalisateur en 1960. Ses premiers scénarios (ainsi que celui de Les Aventures de Buraikan (1970) sont écrits par Shuji Terayama. Trois de ses films sont présentés en compétition au Festival de Cannes : Silence en 1972, Himiko en 1974 et Sharaku en 1995.
Il a réalisé 33 films et est l'auteur de 14 scénarios entre 1960 et 2003.
Masahiro Shinoda meurt le 25 mars 2025 à l'âge de 94 ans d'une pneumonie.

### Vie privée
L'actrice Shima Iwashita est son épouse.

## Filmographie

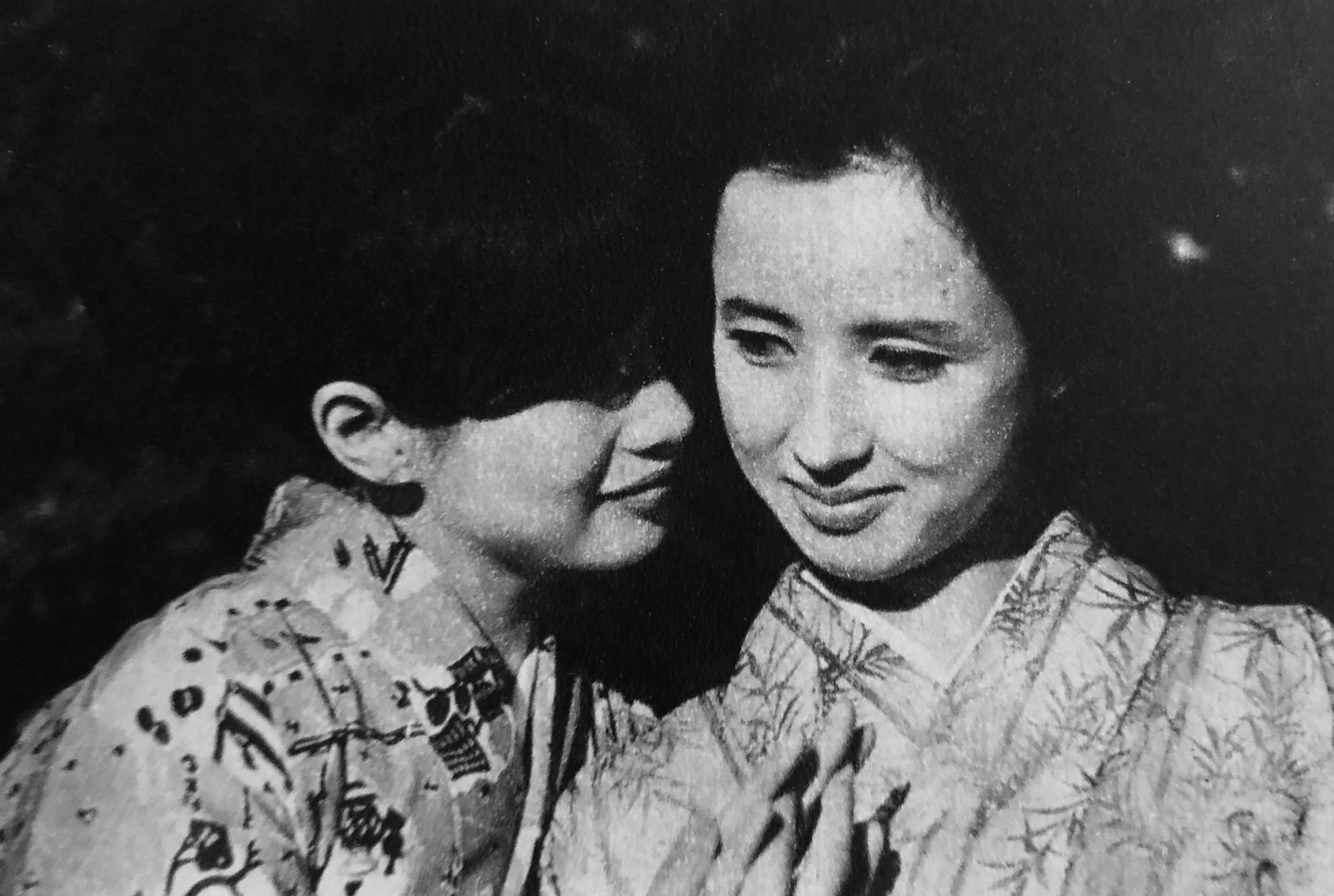
Mariko Kaga et Kaoru Yachigusa dans Tristesse et Beauté (1965).

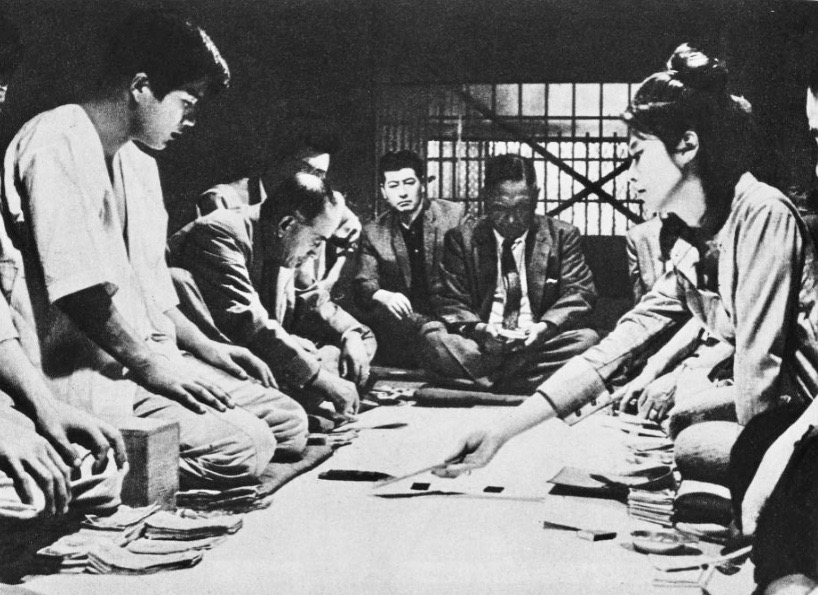
Ryō Ikebe (au centre en arrière plan) et Mariko Kaga (à droite) dans Fleur pâle (1969).

### Années 1960
- 1960 : Koi no katamichi kippu (恋の片道切符?)
- 1960 : Le Lac desséché (乾いた湖, Kawaita mizuumi?)[7]
- 1961 : Shamisen to ōtobai (三味線とオートバイ?)
- 1961 : Mon visage embrasé au soleil couchant (夕陽に赤い俺の顔, Yūhi ni akai ore no kao?)[8]
- 1961 : L'Itinéraire de mon amour (わが恋の旅路, Waga koi no tabiji?)[9]
- 1961 : Shamisen to ōtobai (三味線とオートバイ?)
- 1962 : Notre mariage (私たちの結婚, Watakushi-tachi no kekkon?)
- 1962 : Yama no sanka: moyuru wakamono tachi (山の讃歌 燃ゆる若者たち?)
- 1962 : Les Larmes sur la crinière du lion (涙を、獅子のたて髪に, Namida o shishi no tategami ni?)[10]
- 1964 : Fleur pâle (乾いた花, Kawaita hana?)
- 1964 : Assassinat (暗殺, Ansatsu?)
- 1965 : Tristesse et Beauté (美しさと哀しみと, Utsukushisa to kanashimi to?)[11]
- 1965 : La Guerre des espions (異聞猿飛佐助, Ibun Sarutobi Sasuke?)
- 1966 : Captive's Island (処刑の島, Shokei no shima?)
- 1967 : Akane-gumo (あかね雲?)
- 1969 : Double suicide à Amijima (心中天網島, Shinjū: Ten no amijima?)

### Années 1970
- 1970 : Les Aventures de Buraikan (無頼漢, Buraikan?)
- 1971 : Silence (沈黙, Chinmoku?)[2]
- 1972 : Sapporo Olympiades 1972 (札幌オリンピック, Sapporo Orinpikku?)[12] (documentaire)
- 1973 : Kaseki no mori (化石の森?)
- 1974 : Himiko (卑弥呼?)[13],[3]
- 1975 : Under the Blossoming Cherry Trees (桜の森の満開の下, Sakura no mori no mankai no shita?)[14]
- 1977 : Orin la proscrite (はなれ瞽女おりん, Hanare goze Orin?)[15],[16]
- 1979 : L'Étang du démon (夜叉ケ池, Yashagaike?)[17]

### Années 1980
- 1981 : Akuryōtō (悪霊島?)
- 1984 : Les Enfants de Mac Arthur (瀬戸内少年野球団, Setouchi shōnen yakyūdan?)
- 1985 : Tenshōtan (転生譚?)
- 1986 : Gonza le lancier (鑓の権三, Yari no Gonza?)
- 1989 : Maihime (舞姫?)

### Années 1990 et 2000
- 1990 : Shōnen jidai (少年時代, Shōnen jidai?)
- 1995 : Sharaku (写楽?)[4]
- 1997 : Setōchi mūnraito serenāde (瀬戸内ムーンライト・セレナーデ?)
- 1999 : Owls' Castle (梟の城, Fukurō no shiro?)
- 2003 : Spy Sorge (スパイ・ゾルゲ, Supai Zorge?)

## Distinctions
Sauf indication contraire, les informations mentionnées dans cette section peuvent être confirmées par la base de données cinématographiques IMDb,  présente dans la section « Liens externes ».

### Récompenses
- Berlinale :
  - 1986 : Ours d'argent de la meilleure contribution artistique pour Gonza le lancier[18]
- Japan Academy Prize :
  - 1991 : prix du meilleur film et du meilleur réalisateur pour Shōnen jidai[19]
  - 1996 : prix du meilleur montage pour Sharaku[20]
- Blue Ribbon Awards :
  - 1985 : prix du meilleur film pour Les Enfants de Mac Arthur[21]
  - 1991 : prix du meilleur film et du meilleur réalisateur pour Shōnen jidai[22]
- Prix Kinema Junpō
  - 1970 : prix du meilleur film et du meilleur réalisateur pour Double suicide à Amijima[23]
  - 1991 : prix du meilleur film pour Shōnen jidai
- Prix du film Mainichi :
  - 1970 : prix du meilleur film pour Double suicide à Amijima[24]
  - 1972 : prix du meilleur film et du meilleur réalisateur pour Silence[25]
  - 1985 : prix des lecteurs pour Les Enfants de Mac Arthur[26]
  - 1991 : prix du meilleur film pour Shōnen jidai[27]
- Asia-Pacific Film Festival :
  - 1977 : prix du meilleur réalisateur pour Orin la proscrite
- Festival international du film fantastique de Puchon
  - 2000 : prix du meilleur réalisateur pour Fukurō no shiro

### Nominations et sélections
- Festival de Cannes
  - 1972 : en compétition pour la Palme d'or avec Silence[2]
  - 1974 : en compétition pour la Palme d'or avec Himiko[3]
  - 1995 : en compétition pour la Palme d'or avec Sharaku[4]
- Berlinale :
  - 1986 : en compétition pour l'Ours d'or avec Gonza le lancier[28]
  - 1997 : en compétition pour l'Ours d'or avec Moonlight Serenade[29]
- Japan Academy Prize :
  - 1978 : prix du meilleur film, du meilleur réalisateur et du meilleur scénario pour Orin la proscrite[30]
  - 1985 : prix du meilleur film et du meilleur réalisateur pour Les Enfants de Mac Arthur[31]
  - 1996 : prix du meilleur film et du meilleur réalisateur pour Sharaku[20]
  - 2000 : prix du meilleur film et du meilleur réalisateur pour Fukurō no shiro[32]
  - 2004 : prix du meilleur film, du meilleur réalisateur et du meilleur scénario pour Spy Sorge[33]